# Episodi de L'albero delle mele (quarta stagione)
La quarta stagione della sitcom L'albero delle mele è stata trasmessa negli Stati Uniti dal 29 settembre 1982 al 4 maggio 1983. La sigla iniziale della stagione precedente, rinnovata con nuove clip di Lisa Whelchel, viene utilizzata soltanto per i primi due episodi.
| N° | Titolo originale              | Titolo italiano                  | Prima TV USA      | Prima TV Italia |
| -- | ----------------------------- | -------------------------------- | ----------------- | --------------- |
| 1  | Ain't Miss Beholden           | La borsa di studio               | 29 settembre 1982 | 1985            |
| 2  | The Source                    | La fonte                         | 6 ottobre 1982    | 1985            |
| 3  | The Sound of Silence          | Il suono del silenzio            | 27 ottobre 1982   | 1985            |
| 4  | The Oldest Living Graduate    | La studentessa più anziana       | 3 novembre 1982   | 1985            |
| 5  | Different Drummer             | Un ragazzo speciale              | 10 novembre 1982  | 1985            |
| 6  | Dearest Mommie                | Cara mamma                       | 17 novembre 1982  | 1985            |
| 7  | A Woman's Place               | Sei tu il capo                   | 24 novembre 1982  | 1985            |
| 8  | Daddy's Girl                  | Figlia di papà                   | 1º dicembre 1982  | 1985            |
| 9  | The Big Fight/Academy II      | La grande lotta                  | 8 dicembre 1982   | 1985            |
| 10 | For the Asking                | Il ballo                         | 15 dicembre 1982  | 1985            |
| 11 | September Song                | Lo spasimante                    | 22 dicembre 1982  | 1985            |
| 12 | A Royal Pain                  | La principessa                   | 5 gennaio 1983    | 1985            |
| 13 | Magnificent Obsession         | Magnifica ossessione             | 12 gennaio 1983   | 1985            |
| 14 | Under Pressure                | Pressione alta                   | 19 gennaio 1983   | 1985            |
| 15 | Teacher's Pet                 | La prediletta dell'insegnante    | 26 gennaio 1983   | 1985            |
| 16 | Let's Party                   | Guida in stato di ebbrezza       | 9 febbraio 1983   | 1985            |
| 17 | Best Sister: Part 1           | La sorellastra di Blair: Parte 1 | 16 febbraio 1983  | 1985            |
| 18 | Best Sister: Part 2           | La sorellastra di Blair: Parte 2 | 23 febbraio 1983  | 1985            |
| 19 | Guess Who's Coming to Dinner? | Il maestro della signora Garrett | 9 marzo 1983      | 1985            |
| 20 | Who's on First                | Il ragazzo di Natalie            | 30 marzo 1983     | 1985            |
| 21 | Help from Home                | Aiuto da casa                    | 6 aprile 1983     | 1985            |
| 22 | Take My Finals, Please        | Tempo di esami                   | 27 aprile 1983    | 1985            |
| 23 | Graduation: Part 1            | Diploma: Parte 1                 | 4 maggio 1983     | 1985            |
| 24 | Graduation: Part 2            | Diploma: Parte 2                 | 4 maggio 1983     | 1985            |

## La borsa di studio
- Titolo originale: Ain't Miss Beholden
- Diretto da: Asaad Kelada
- Scritto da: Stephen Neigher

### Trama
La signora Garrett annuncia che Eastland sta tagliando dei fondi e che quindi le borse di studio non saranno più disponibili. Jo deve provvedere al suo futuro e Blair sembra essere la sua unica possibilità di salvezza.
- Guest stars: Cheryl Epps (Terry) e Jill Tandy (Ragazza).

## La fonte
- Titolo originale: The Source
- Diretto da: Asaad Kelada
- Scritto da: Peter Noah

### Trama
Natalie scrive un articolo riguardante l'aborto segreto di un'alunna di Eastland. Il signor Parker apprende la notizia e minaccia di sospendere la ragazza se questa non rivelerà il nome della studentessa.
- Guest stars: Roger Perry (Charles Parker), Cheryl Epps (Terry), Dawn Schroder (Jenny) e Lisa Lucas (Annie).

## Il suono del silenzio
- Titolo originale: The Sound of Silence
- Diretto da: Asaad Kelada
- Scritto da: Kimberly Hill

### Trama
Tootie si comporta in modo strano e attira i sospetti della signora Garrett e delle sue compagne. Natalie e Geri scoprono che la ragazza ha problemi di udito e si rifiuta di consultare un medico.
- Guest stars: Geri Jewell (Geri Tyler) e Loren Lester (Roy).

## La studentessa più anziana
- Titolo originale: The Oldest Living Graduate
- Diretto da: Asaad Kelada
- Scritto da: John Markus

### Trama
La signora Garrett e le ragazze hanno il compito di accogliere l'ex studentessa più anziana di Eastland, una ricca donna ottantatreenne, anche se Jo non è molto entusiasta di intervistarla. Dopo il colloquio, la donna decide di lasciare la sua fortuna non più alla scuola ma a Jo.
- Guest stars: Roger Perry (Charles Parker) e Amzie Strickland (Marie Thornwell).

## Un ragazzo speciale
- Titolo originale: Different Drummer
- Diretto da: Asaad Kelada
- Scritto da: Dianne Messina e Lou Messina

### Trama
Blair fa amicizia con Leo, il nuovo assistente di Roy affetto da un ritardo mentale.
- Guest stars: Loren Lester (Roy) e Thomas Byrd (Leo).

## Cara mamma
- Titolo originale: Dearest Mommie
- Diretto da: Asaad Kelada
- Scritto da: Deidre Fay e Stuart Wolpert

### Trama
Natalie ottiene un lavoro presso un giornale di New York ma sua madre ritiene non sia una buona idea accettare. Le due si scontrano e la ragazza scopre finalmente il nome della madre biologica.
- Guest stars: Mitzi Hoag (Evie Green), Susan Blackstone (Brenda) e Kimberley Craig (Ragazza).

## Sei tu il capo
- Titolo originale: A Woman's Place
- Diretto da: Asaad Kelada
- Scritto da: David Chambers e Ruth Bennett

### Trama
Jo ha accettato un lavoro presso un'officina locale e ottiene subito una promozione. Doug, il suo nuovo fidanzato e collega, non sembra prendere bene la cosa.
- Guest stars: Dean Simone (Doug) e Pierrino Mascarino (Garo).

## Figlia di papà
- Titolo originale: Daddy's Girl
- Diretto da: Asaad Kelada
- Scritto da: Howard Meyers e Paul Haggis

### Trama
Blair scopre che suo padre ha utilizzato mezzi illegali per far risultare una dichiarazione dei redditi fasulla.
- Guest stars: Nicolas Coster (David Warner) e Kenneth Tigar (Signor Garfield).

## La grande lotta
- Titolo originale: The Big Fight
- Diretto da: Asaad Kelada
- Scritto da: Jerry Mayer

### Trama
Alfred, uno degli studenti della Stone Military Academy, invita Natalie ad assistere al torneo di boxe. Più tardi il ragazzo scopre che suo padre non ci sarà ma non può più tirarsi indietro.
- Guest stars: John P. Navin Jr. (Alfred Webster), David Raynr (Chip Nelson), Bill Galligan (Mongo Morahn), David Ackroyd (Dorsey), Jimmy Baio (Buzz), Peter Frechette (Knight), Ben Marley (Hank), Eddie Deezen (Grusky), Barbara Stock (Infermiera Barton) e Crispin Glover (Ragazzo).

## Il ballo
- Titolo originale: For The Asking
- Diretto da: Asaad Kelada
- Scritto da: Nick Gore e Jerry Jacobius

### Trama
Natalie ha intenzione di invitare il ragazzo di cui è innamorata a un ballo tra Eastland e Bates. La costante indifferenza del giovane la spinge a non partecipare più all'evento inizialmente, anche se alla fine cederà.
- Guest stars: Brian Robbins (Ben) e Marc Jefferson (Ragazzo).

## Lo spasimante
- Titolo originale: September Song
- Diretto da: Asaad Kelada
- Scritto da: Bob Peete

### Trama
La signora Garrett riceve una proposta di matrimonio dal suo compagno di jogging, Henry, a cui in seguito viene mal di schiena. Le ragazze devono prendersi cura di lui e la signora Garrett ha un assaggio dell'eventuale vita matrimoniale con l'uomo.
- Guest star: Murray Matheson (Henry Clayton).

## La principessa
- Titolo originale: A Royal Pain
- Diretto da: Asaad Kelada
- Scritto da: Jerry Mayer

### Trama
La signora Garrett e le ragazze accolgono una nuova studentessa di Eastland, Alexandra, una principessa italiana. Tutto sembra andare bene finché Tootie non sorprende la nuova arrivata con un ragazzo e scopre che i due pianificano una fuga.
- Guest stars: Heather McAdam (Alexandra), Patrick Horgan (Alphonso) e Jimmy D. Baron (Greg).

## Magnifica ossessione
- Titolo originale: Magnificent Obsession
- Diretto da: Asaad Kelada
- Scritto da: Linda Marsh e Margie Peters

### Trama
La signora Garrett e le ragazze sono preoccupate per Blair, la quale fa di tutto per compiacere il suo nuovo fidanzato. Solo successivamente la ragazza capirà che questo non può essere definito amore.
- Guest star: Gary Hudson (Chad Broxton).

## Pressione alta
- Titolo originale: Under Pressure
- Diretto da: Asaad Kelada
- Scritto da: Sandra Kay Siegel

### Trama
Le ragazze apprendono che alla signora Garrett è stata diagnosticata un'alta pressione sanguigna e fanno tutto ciò che è in loro potere pur di non farla stancare. Le loro buone intenzioni porteranno però soltanto problemi.
- Guest stars: Roger Perry (Charles Parker) e Johnny Haymer (Agente Franklin).

## La prediletta dell'insegnante
- Titolo originale: Teacher's Pet
- Diretto da: Asaad Kelada
- Scritto da: Deidre Fay e Stuart Wolpert

### Trama
Una delle insegnanti di Eastland, Gail Gallagher, è in procinto di lasciare la scuola e Jo è molto amareggiata. La ragazza viene poi a sapere dalla signora Garrett che Gail va via perché è una malata terminale, non per aver accettato un'offerta di lavoro migliore. Nel frattempo, Blair festeggia il suo compleanno.
- Guest stars: Geri Jewell (Geri Tyler), Deborah Harmon (Gail Gallagher), Susan Blackstone (Brenda) ed Edna Dix (Signorina Barnett).

## Guida in stato di ebbrezza
- Titolo originale: Let's Party
- Diretto da: Asaad Kelada
- Scritto da: Jerry Mayer

### Trama
Marshall, il fratello di Tootie, invita le ragazze a una festa in cui viene servita birra. Al ritorno, il ragazzo sostiene di non essere ubriaco e di poter guidare ma provoca un incidente stradale.
- Guest stars: Kevin Sullivan (Marshall Ramsey), Michael Harrington (Paul) e Kyle T. Heffner (George).

## La sorellastra di Blair: Parte 1
- Titolo originale: Best Sister: Part 1
- Diretto da: Asaad Kelada
- Scritto da: Linda Marsh e Margie Peters

### Trama
La signora Garrett e le ragazze ricevono una visita della sorellastra di Blair, Meg, arrivata a Eastland a sorpresa. La ragazza rivela l'inaspettata vocazione di diventare una suora e riesce a convincere anche Jo.
- Guest star: Eve Plumb (Meg).

## La sorellastra di Blair: Parte 2
- Titolo originale: Best Sister: Part 2
- Diretto da: Asaad Kelada
- Scritto da: Linda Marsh e Margie Peters

### Trama
La signora Garrett e le ragazze non riescono a credere che Jo voglia diventare una suora e Blair si scontra con la sorellastra. La vera ragione per cui la ragazza non crede più in Dio deriva da eventi accaduti anni prima, precisamente quando i suoi genitori hanno divorziato.
- Guest stars: Eve Plumb (Meg) e Jon Caliri (Jason).

## Il maestro della signora Garrett
- Titolo originale: Guess Who's Coming to Dinner?
- Diretto da: Asaad Kelada
- Scritto da: Deidre Fay e Stuart Wolpert

### Trama
La signora Garrett aspetta la visita del suo vecchio maestro di cucina di Parigi. Nel frattempo, le ragazze cercano di catturare uno scoiattolo che si è introdotto nella loro stanza.
- Guest stars: Roger Til (Chef Antoine), Cynthia Latham (Madame Gerarde), Maurice Marsac (Louie) e Lilyan Chauvin (Marie).

## Il ragazzo di Natalie
- Titolo originale: Who's on First
- Diretto da: Asaad Kelada
- Scritto da: Kimberly Hill

### Trama
Natalie dedica tutto il suo tempo al ragazzo che le piace, rendendo Tootie molto gelosa. Nel frattempo, Jo decide di investire nel mercato azionario e usa Blair come consulente.
- Guest stars: Cheryl Epps (Terry), Dawn Schroder (Jenny) e Jeffrey Rogers (Gil).

## Aiuto da casa
- Titolo originale: Help from Home
- Diretto da: Asaad Kelada
- Scritto da: Jerry Mayer

### Trama
Jo è stata accettata al Langley College insieme a Blair, tuttavia non ha intenzione di continuare gli studi a causa della sua critica situazione finanziaria. Una chiacchierata con i suoi genitori le farà capire che sarà supportata e deve proseguire.
- Guest stars: Alex Rocco (Charlie Polniaczek), Claire Malis (Rose Polniaczek), Heather McAdam (Alexandra), Rhoda Gemignani (Evelyn), Laura Summer (Emily), Raplh Manza (Signor Balducci) e Fritzi Burr (Signora Waldman).

## Tempo di esami
- Titolo originale: Take My Finals, Please
- Diretto da: Asaad Kelada
- Scritto da: Deidre Fay e Stuart Wolpert

### Trama
A Eastland è tempo di esami e le ragazze, nonostante l'opposizione della signora Garrett, si accingono ad affrontare una sessione notturna di studio. Le ore passano e ogni minima distrazione impedisce loro di studiare.

## Diploma: Parte 1
- Titolo originale: Graduation: Part 1
- Diretto da: Asaad Kelada
- Scritto da: Kimberly Hill, Linda Marsh e Margie Peters

### Trama
La cerimonia di consegna dei diplomi si avvicina e la signora Garrett è molto agitata poiché dovrà coordinare l'intero evento. Blair e Jo subiscono ulteriori pressioni a causa dei problemi tra i loro genitori mentre Tootie e Natalie temono che non vedranno più le loro compagne.
- Guest stars: Geri Jewell (Geri Tyler), Marj Dusay (Monica Warner), Alex Rocco (Charlie Polniaczek), Claire Malis (Rose Polniaczek), Loren Lester (Roy), Heather McAdam (Alexandra), Laura Summer (Emily), Pamela Cohn (Lisa) e Alan Bardsley (Fattorino).

## Diploma: Parte 2
- Titolo originale: Graduation: Part 2
- Diretto da: Asaad Kelada
- Scritto da: Kimberly Hill, Linda Marsh e Margie Peters

### Trama
Il gran giorno è arrivato e la signora Garrett e le ragazze sistemano le ultime cose per l'evento, prima di salutarsi.
- Guest stars: Geri Jewell (Geri Tyler), Marj Dusay (Monica Warner), Alex Rocco (Charlie Polniaczek), Claire Malis (Rose Polniaczek), Loren Lester (Roy), Laura Summer (Emily), Pamela Cohn (Lisa) e Jill Mallorie (Bonnie).